# Polyrhachis durvillei
Polyrhachis durvillei är en myrart som beskrevs av Horace Donisthorpe 1938. Polyrhachis durvillei ingår i släktet Polyrhachis och familjen myror. Inga underarter finns listade i Catalogue of Life.